# Listohlod zlatozelený
Listohlod zlatozelený (Phyllobius argentatus) je brouk z početné čeledi nosatcovití (Curculionidae).

## Popis
Délka těla listohlodů zlatozelených je 3–7 mm. Tělo je pokryto krátkými, podlouhlými šupinami, které mají zářivě zelenozlatou barvu, skutečná základní barva je však černá a zůstává skryta pod barevnými šupinami, dokud se neopotřebují. Tykadla a nohy jsou světle žluté až červenohnědé, zřídka tmavé, kromě pokrytí chloupky, a také částečně zelenozlatě šupinaté. Chodidla žlutavá, stehna všech tří párů noh mají zřetelný zub. Štít je kratší než jeho šířka. Krovky jsou podélně rýhované, drážky a mezery mezi jednotlivými šupinkami na zbytku těla jsou černé. Štítek je na rozdíl od podobného druhu Phyllobius arborator (listohlod stromový) stejně šupinatý, podobně jako spodní část břicha, což odlišuje zase druh Phyllobius betulinus. Nos je krátký a širší než delší. Je nepatrně užší, než je hlava a je zakřivený dolů.
Podobné druhy:
- Phyllobius arborator (Herbst, 1797)
- Phyllobius betulinus (Bechstein a Scharfenberg, 1805)

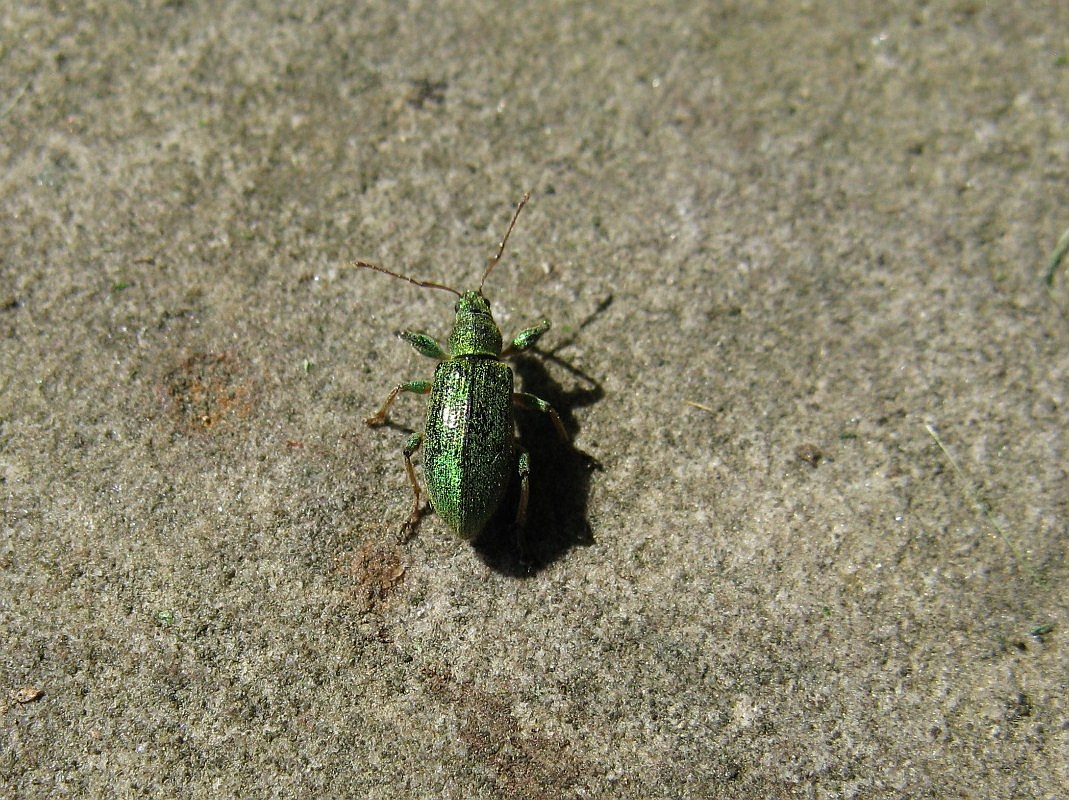
Listohlod zlatozelený (Zábřežská vrchovina)

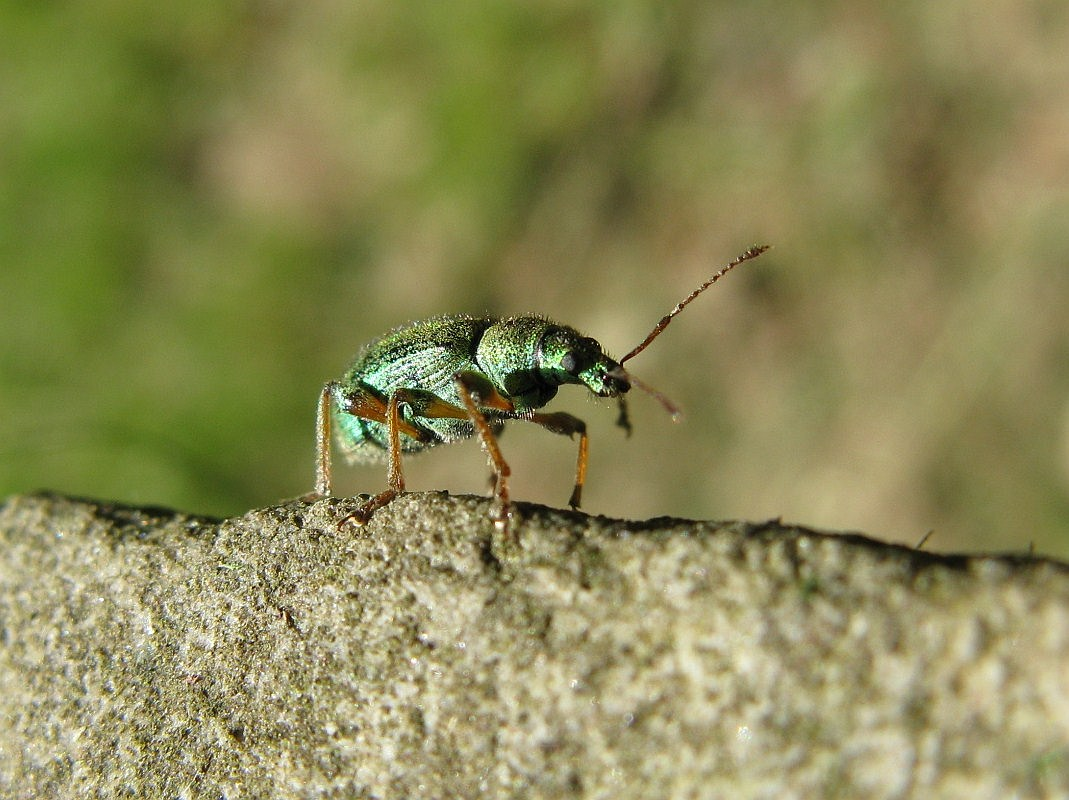
Listohlod zlatozelený (Zábřežská vrchovina)

## Způsob života
Brouci jsou aktivní za dne a obvykle je najdeme na listech listnatých stromů, které jsou jejich hlavní složkou potravy. Larvy, které připomínají červy much, žijí ve stoncích a ze stonků různých divokých rostlin. Pokud jsou dost staré, zavrtávají se do půdy, kde se živí kořeny a poté se zakuklí. Kukla přezimuje v kuklení kolébce, kterou předtím larva vytvořila. Imago vylézá až po zimě na jaře příštího roku. Vyskytují se a jsou aktivní po celé jaro a léto.

## Stanoviště
Listnaté a smíšené lesy, zanedbané parky, velké a staré zahrady; většinou na listnatých, méně na jehličnatých stromech. Malé larvy ožírají tenké kořínky, později však mohou způsobit i citelné škody překousáním silnějších kořenů, případně i odkorněním mladých stromků těsně nad povrchem půdy.

## Rozšíření
Brouci jsou velmi běžně rozšířeni v celé Evropě až po jih Norska, centrální Švédsko a Finsko, a v Asii na východ po Japonsko. Obývají především listnaté stromy, vzácně i jehličnany od nízkých nadmořských výšek po hory.

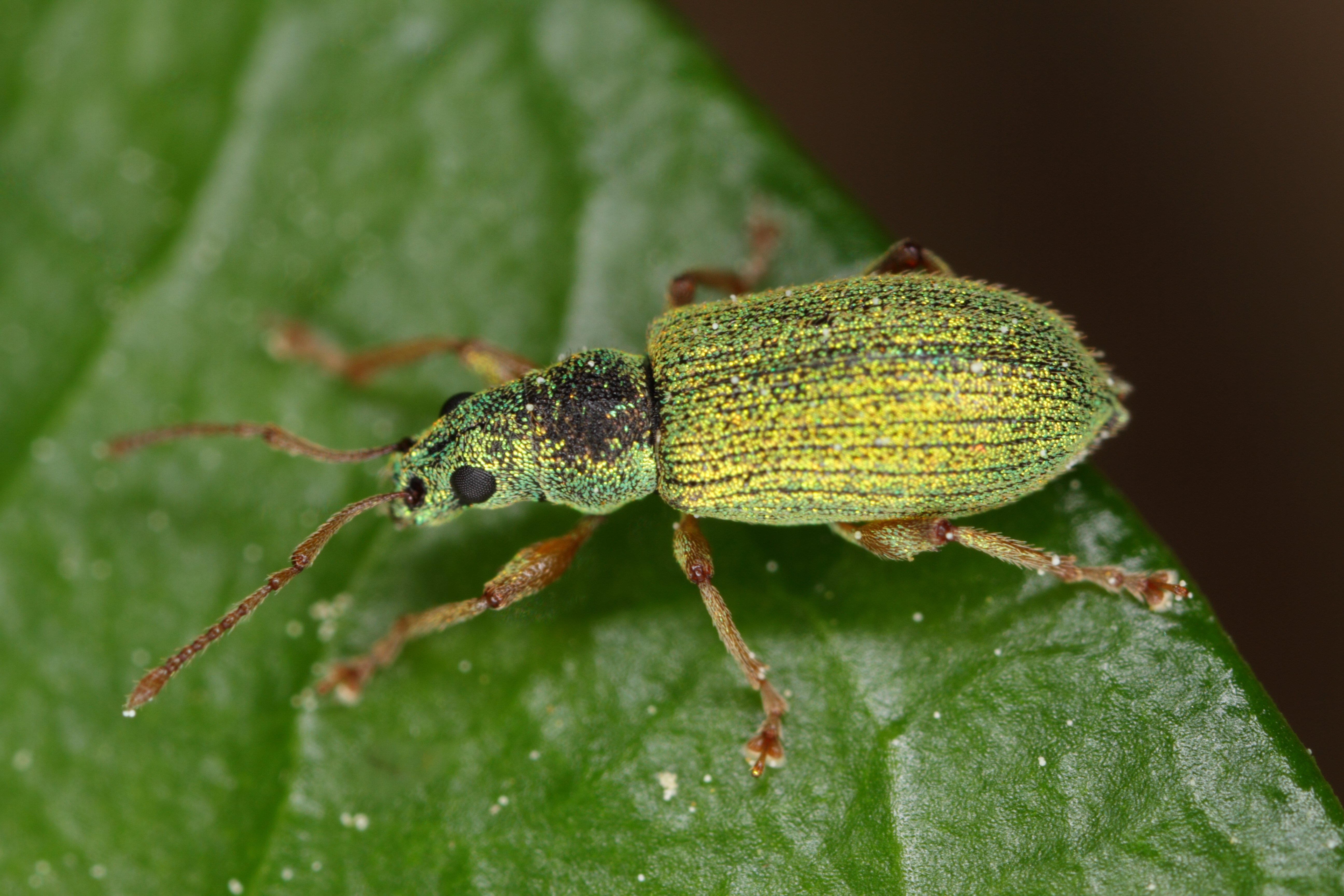
pořízeno v Burgenlandu (A)

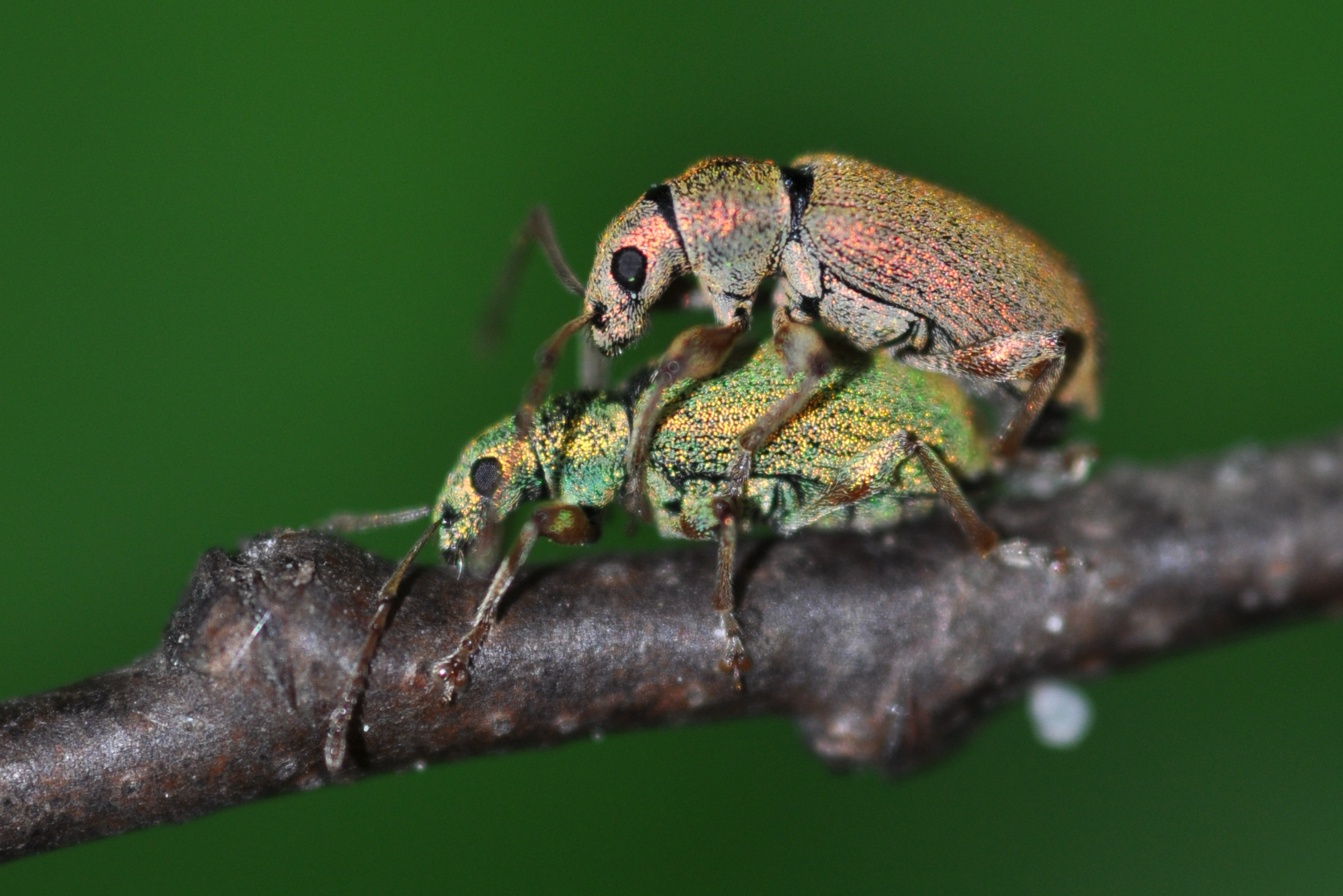
kopulující pár – pořízeno v Bahrenfeldu-Hamburku (D)

## Ochrana
Není zákonem chráněný. Hojný až velmi hojný.